# つくばみらい市立小絹中学校
つくばみらい市立小絹中学校（つくばみらいしりつ こきぬちゅうがっこう）は、茨城県つくばみらい市絹の台一丁目に所在する市立中学校。1994年（平成4年）に谷和原中学校から分離した。全校生徒数は289名・15学級編成（1年：5学級87名・2年：3学級96名・3年：5学級106名（3学級+すずらん、コスモス学級）、2008年5月1日現在）。

## 概要
常総ニュータウン絹の台地区に位置する。つくばみらい市の中学校では唯一旧下総国で、旧北相馬郡に属する。また、市内の他の学区は全て小貝川を挟んでいる。

## 沿革
- 1994年（平成6年）4月1日 - 谷和原村立谷和原中学校より分離開校。
- 2006年（平成18年）3月27日 - 合併により、つくばみらい市立小絹中学校へ改称。

## 教育目標
『すぐれた品性と豊かな知性のある、心身ともにたくましい生徒を育成する』

## 学区
つくばみらい市立小絹小学校学区がそのまま小絹中学校の学区となっている。当校は常総ニュータウン絹の台地区にあり、市内で唯一1小学校の学区が1中学校の学区となっている。

## 交通
- 関東鉄道常総線小絹駅徒歩5分
- 関東鉄道バス・「小絹中学校」下車 徒歩30秒